# Россьюган
Россьюган (устар. Россь-Юган) — река в России, протекает по Советскому и Берёзовскому районам Ханты-Мансийского АО. Устье реки находится в 194 км по левому берегу реки Малая Сосьва. Длина реки составляет 21 км. В 11 км от устья по правому берегу впадает река Ай-Россьюган.

## Данные водного реестра
По данным государственного водного реестра России относится к Нижнеобскому бассейновому округу, водохозяйственный участок реки — Северная Сосьва, речной подбассейн реки — Северная Сосьва. Речной бассейн реки — (Нижняя) Обь от впадения Иртыша.
Код объекта в государственном водном реестре — 15020200112115300028602.